# Winter Thrice
Winter Thrice è il decimo album in studio del gruppo metal norvegese Borknagar, pubblicato nel 2016.

## Tracce
1. The Rhymes of the Mountain – 6:41
2. Winter Thrice – 6:13
3. Cold Runs the River – 5:52
4. Panorama – 5:51
5. When Chaos Calls – 7:02
6. Erodent – 6:56
7. Noctilucent – 3:54
8. Terminus – 7:07

Bonus track
1. Dominant Winds – 7:18

## Formazione

### Gruppo
- Vintersorg – voce, cori
- ICS Vortex – voce, cori
- Øystein G. Brun – chitarre
- Lars A. Nedland – tastiere, voce, cori
- Jens F. Ryland – chitarre
- Baard Kolstad – batteria

### Ospiti
- Kristoffer 'Fiery G.' Rygg – voce (2,8)
- Simen Daniel Børven – basso
- Pål 'Athera' Mathiesen – voce (6)